# 大家樂
大家樂（法語：Café de Coral，港交所：0341、OTCBB：CFCGY
）是香港一個經營連鎖式速食餐飲業務的集團，於1968年10月5日成立。集團早期只在香港開設名為「大家樂」的連鎖式快餐店，1986年7月16日於香港股票市場上市，後來業務遍及澳門、廣東省，以及美國、加拿大等地，在香港同時亦承包商業機構、學校飯堂以及食品製造與分銷業務，擁有超過458間港式快餐店和副線品牌特色餐廳，包括一粥麵、米線陣、泛亞飲食、上海姥姥、丼丼亭、活力午餐、意粉屋、The Cup、Oliver's Super Sandwiches等。標語是「有大家就有大家樂」。

## 公司資料

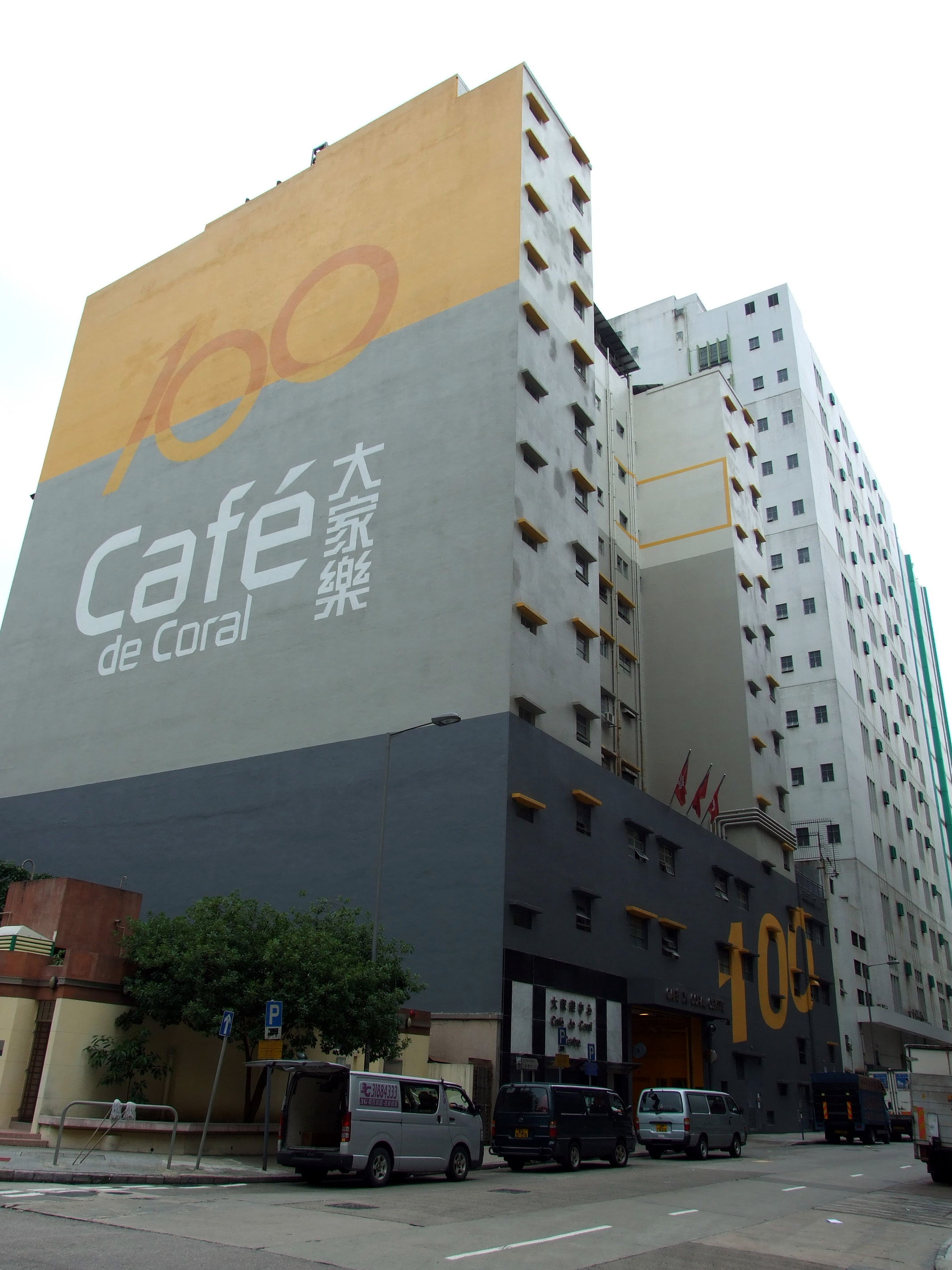
集團總部位於沙田火炭禾穗街大家樂中心

大家樂由大家樂集團有限公司經營，公司主席為羅開光，首席執行官為梁可婷。董事局成員還包括羅德承、羅名承、羅碧靈及陳裕光，其中四人同為羅桂祥家族成員。
大家樂於1968年10月5日由羅騰祥所創辦。羅騰祥於1915年於廣東梅縣一個客家貧戶出生，後來香港投靠兄長羅桂祥，入讀英皇書院。日軍侵華時響應抗日團體號召加入中華民國空軍，曾往美國受訓，回港後於遠東航空學校任教。36歲加入了兄長羅桂祥創立的「香港荳品有限公司」（即現時的維他奶），1968年與姪兒羅開睦等人創辦大家樂。2016年6月30日晚，羅在家人陪伴下安祥離世，享年101歲。 現任集團主席羅開光是創辦人羅騰祥之子，董事羅碧靈之弟，亦為董事陳裕光、羅德承及羅名承之親屬。羅開光持有史丹福大學化學工程碩士學位，自1990年起擔任執行董事，直至2016年4月調任為非執行董事。彼於1997年12月至2012年3月出任行政總裁，並於2012年4月至2016年3月擔任首席執行官。
大家樂集團有限公司於1986年7月16日於香港股票市場上市，現時法定股本為10億股，截至2022年12月已發行585,704,033股。

## 董事局
截至2023年3月31日，大家樂集團董事局由以下十名成員組成，包括四名非執行董事、四名獨立非執行董事及兩名執行董事（統稱「董事」）：
非執行董事
- 羅開光先生（主席），權益總數佔已發行股份總額 11.001%
- 羅碧靈女士，權益總數佔已發行股份總額 2.909%
- 陳裕光先生，權益總數佔已發行股份總額 2.908%
- 許棟華先生，權益總數佔已發行股份總額 0.004%

獨立非執行董事
- 李國星先生，權益總數佔已發行股份總額 0.009%
- 郭琳廣先生
- 區嘯翔先生
- 方淑君女士

執行董事
- 羅德丞先生（首席執行官），權益總數佔已發行股份總額 16.061%
- 羅名承先生，權益總數佔已發行股份總額 0.031%

## 財務狀況
2020年6月15日，大家樂公布截至2020年3月31日之2019-20年度業績。該年度盈利7,363萬港元（下同），相對於2018-19年度全年純利5.70億元大幅減少87.1%。期內總收入79.63億元，相較去年收入84.94億元減少6.2%。其中香港業務收入68.73億元，按年減少6.4%，中國大陸業務收入10.9億港元，按年減少5.4%。集團毛利7.31億元，毛利率由去年度14.4%下降至本年度9.2%。每股盈利0.13元。自1986年上市以來首次不派發末期股息。集團首席執行官羅德承於業績發佈會上指出，集團首三個財政季度皆錄得盈利，唯下半年業務下滑，第四季度更遇上疫情爆發，香港及中國大陸生意急轉直下，當中2至3月香港快餐、休閒餐飲及中國大陸業務皆錄得虧損，經營環境較2003年沙士惡劣，為上市以來最嚴峻。其中香港大家樂餐廳平均餐價已由約38元下跌0.5元。4至5月香港銷售數字未見大幅改善，中國大陸業務復蘇速度良好。集團已參加兩輪「保就業計劃」，全體員工基本工資需要凍結，也需暫緩拓展計劃。羅德承於發佈會上被問到黃藍經濟圈是否對生意有影響，對此表示香港整體消費意欲低迷，不揣測背後原因。
|                 | 損益                    | 損益              | 損益             | 現金流量                | 現金流量            |
| 財政年度 截止日 | 股東應佔盈餘 （億港元） | 每股盈餘 （港元） | 每股盈餘增長 (%) | 營運現金流量 （億港元） | 資本支出 （億港元） |
| 2024/03         | 3.30                    | 0.57              | 200              | 16.94                   | 3.18                |
| 2023/03         | 1.10                    | 0.19              | 375              | 17.27                   | 4.62                |
| 2022/03         | 0.21                    | 0.04              | -93.55           | 11.55                   | 4.92                |
| 2021/03         | 3.59                    | 0.62              | 376.92           | 17.22                   | 2.78                |
| 2020/03         | 0.74                    | 0.13              | -86.73           | 15.29                   | 5.02                |
| 2019/03         | 5.70                    | 0.98              | 24.05            | 20.09                   | 2.93                |
| 2018/03         | 4.58                    | 0.79              | -9.20            | 9.95                    | 4.50                |
| 2017/03         | 5.04                    | 0.87              | -3.33            | 9.55                    | 5.96                |
| 2016/03         | 5.18                    | 0.90              | -11.76           | 9.25                    | 3.60                |
| 2015/03         | 5.87                    | 1.02              | 0.99             | 9.59                    | 3.93                |
| 2014/03         | 5.81                    | 1.01              | 7.45             | 9.54                    | 3.06                |
| 2013/03         | 5.40                    | 0.94              | 11.90            | 7.92                    | 4.91                |
| 2012/03         | 4.77                    | 0.84              | -8.70            | 8.18                    | 5.43                |
| 2011/03         | 5.23                    | 0.92              | 0                | 6.99                    | 3.10                |
| 2010/03         | 5.19                    | 0.92              | 15.00            | 7.93                    | 3.07                |
| 2009/03         | 4.47                    | 0.80              | 5.26             | 7.51                    | 2.42                |
| 2008/03         | 4.23                    | 0.76              | 11.76            | 6.25                    | 2.19                |
| 2007/03         | 3.71                    | 0.68              | 15.25            | 6.11                    | 1.88                |

### 食肆數目
截至2024年3月31日營運單位數目：
| 分類                   | 單位數目 |
| ---------------------- | -------- |
| 香港速食餐飲及機構飲食 | 318      |
| 香港休閒飲食           | 62       |
| 中國內地               | 171      |
| 總數                   | 551      |

## 業務

### 大家樂
1968年，大家樂在香港島銅鑼灣糖街開設第一家店舖（即樂聲戲院舊址後面）。初期售賣漢堡包配煎漢堡扒和洋蔥，漢堡包售價僅是0.35港元，還有三文治、蘿蔔糕、粉麵飯和紅豆冰等，1970年代初開始出售蝦多士，接著在1972及1974年在佐敦渡船街及旺角通菜街分別開設第2間及第3間分店。
1975年，大家樂在中環雪廠街7號E舖開設分店，是大家樂首次進駐商業區，期望能滿足經濟起飛帶動繁忙的上班族的午餐需求，由於當時中環上班族午餐是「包伙食」，大家樂特別設計出方便中環上班族的飯盒款式，又售賣炸雞髀飯和金沙骨飯等菜式，後來人們抗拒油膩肉食，後者便淘汰了。1976年，大家樂在電視上賣廣告，成為香港首家在電視上賣廣告的飲食公司。1980年代大家樂設立大角咀中央廚房，1990年代設立火炭中央產製中心。1986年7月，大家樂成功在香港聯合交易所掛牌上市。
1991至1992年大家樂開始進軍中國大陸及澳門市場，成立大家樂（中國），在廣東省開設分店，首間分店在深圳東門開張，至今共107間分店。澳門設5間門市，惟因當地招聘困難，故難以增設新店。大家樂在2006年推行「Club 100」會員計劃，定期提供優惠，此市場推廣策略主要為鞏固及提高顧客的惠顧頻次。
2008年大家樂在大埔工業邨購地興建中央食品物流加工中心，於2010年竣工。
2017年10月，大家樂於微信公眾號公佈華東地區現存兩間分店將於10月底結業。集團表示暫時結束該區僅餘的兩間大家樂門市是集團的短期策略調整，未來將更專注於華南市場並集中資源拓展業務。
目前香港已有超過162間分店，每日為超過30萬香港人提供各式美食，其主要同類競爭對手有大快活和美心快餐。大家樂在全球則有600多個服務單位（包括旗下其他餐廳業務），集團總僱員為20,337人。

大家樂過去的廣告口號有「永遠100分」，「係100分至好食」，「為您做足100分」，「100分的一天」，「充一充電 大家樂見」，「為大家充一充電」和「大家樂見」等，2016年的口號為「快樂第一」，2018年的口號為「嚐樂 半世紀」，2019年的口號為「大家樂一樂」，2022年的口號為「有大家就有大家樂」。

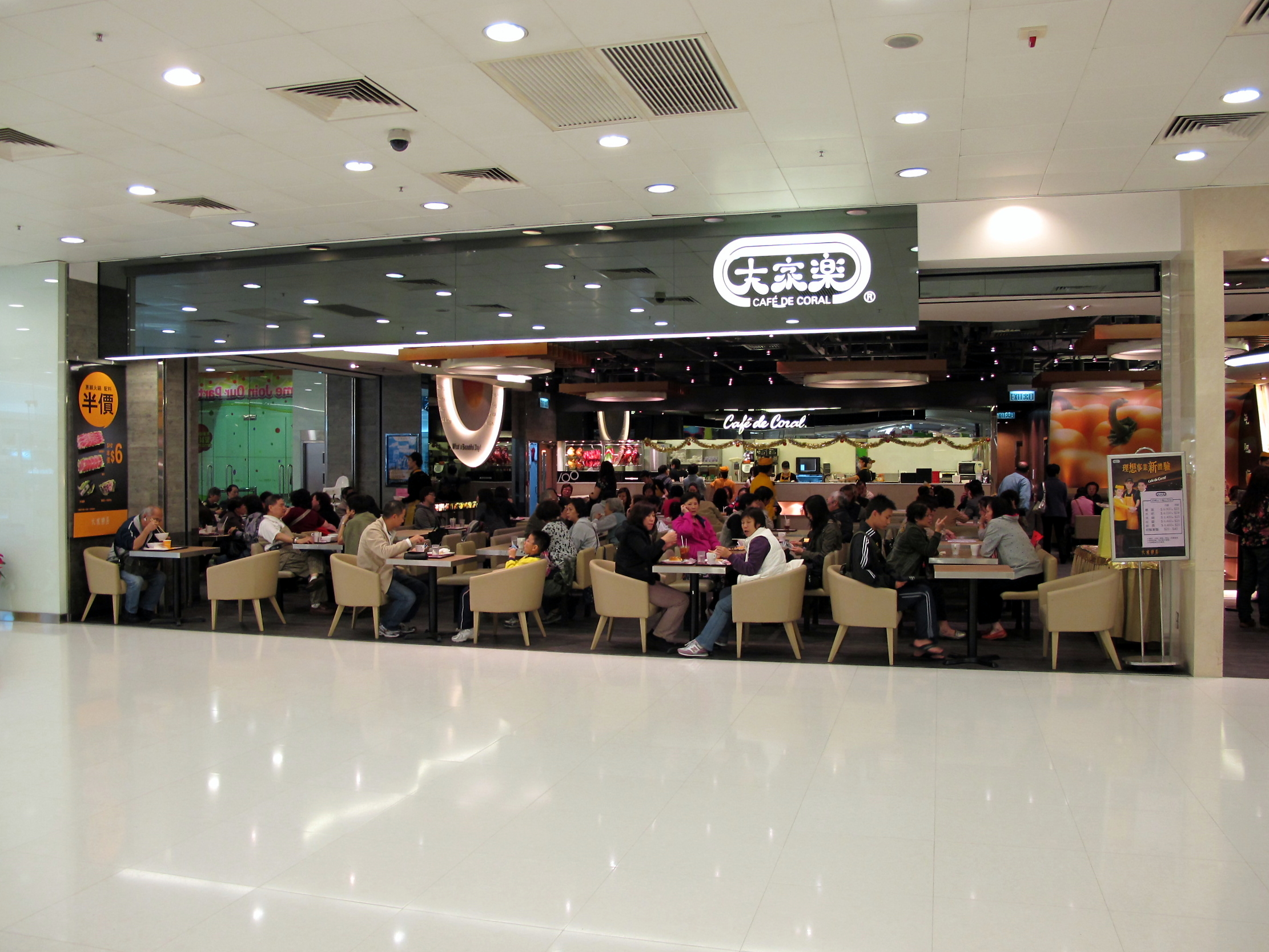
大埔新達廣場的大家樂分店（本分店已經以全新形象方式重新開張並投入服務）
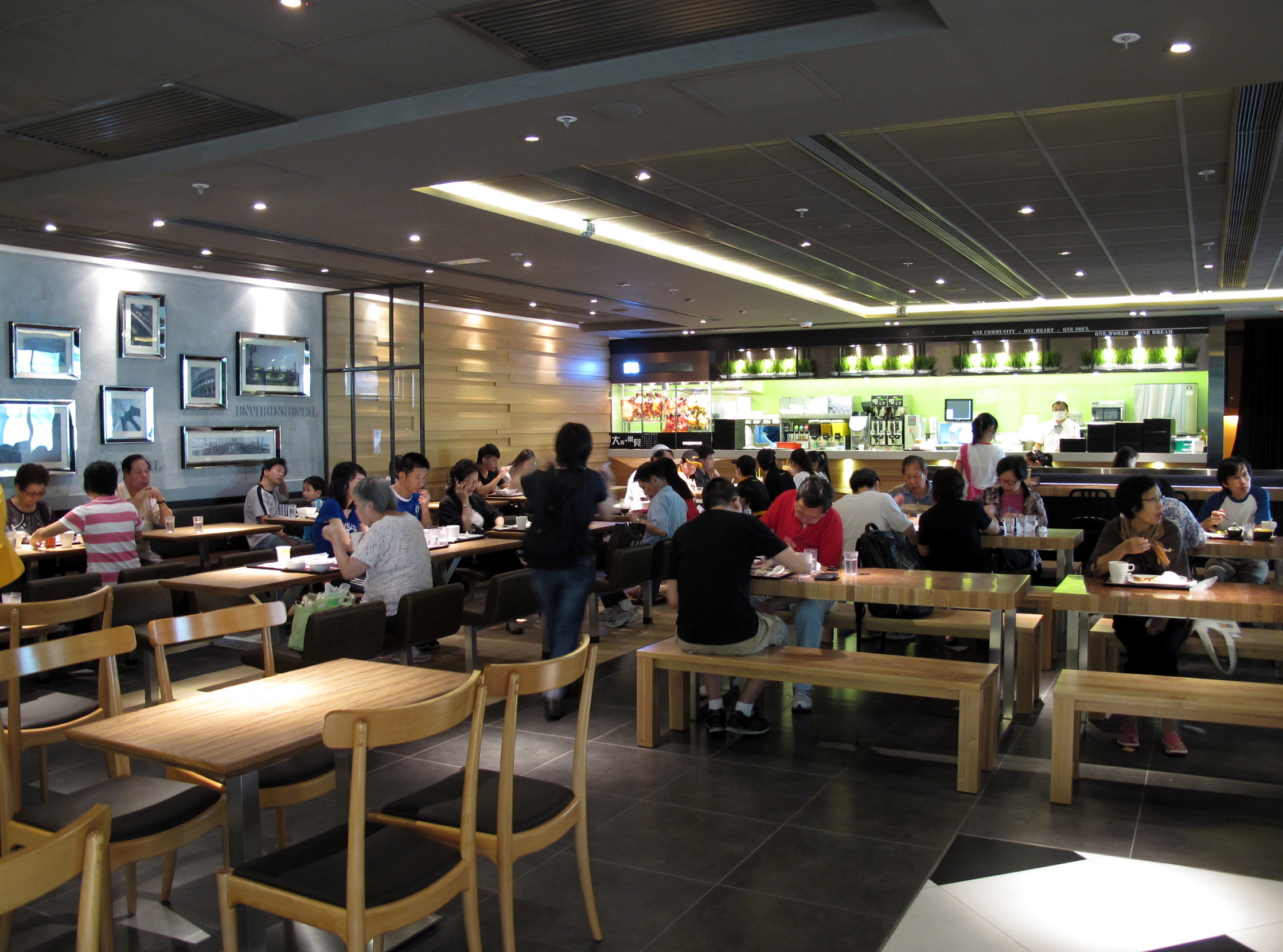
位於沙田新城市廣場的大家樂分店採用第五代店面設計（本分店已經以全新形象方式重新開張並投入服務）
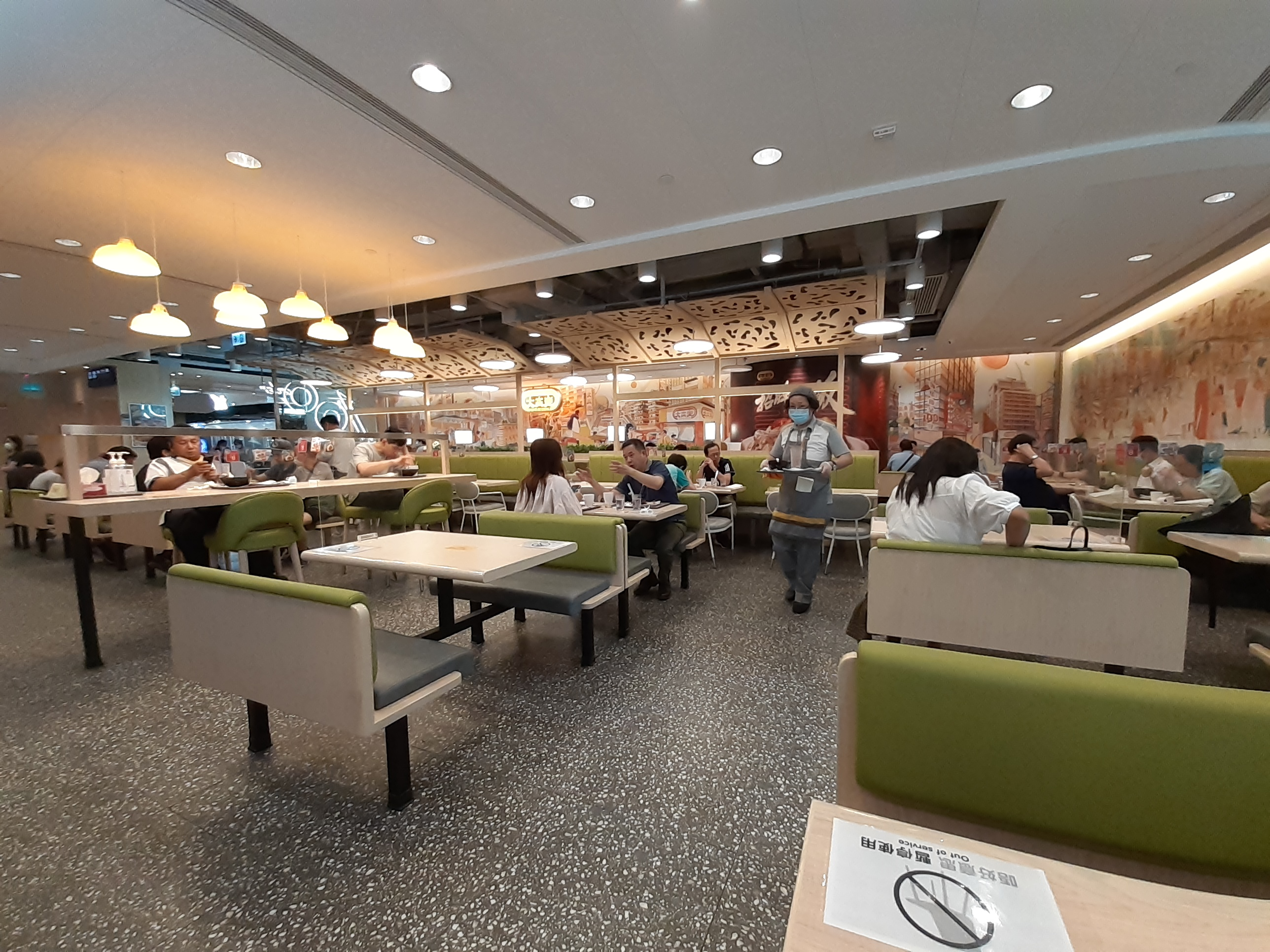
位於將軍澳日出康城商場，2021年開業的大家樂分店採用第六代懷舊設計
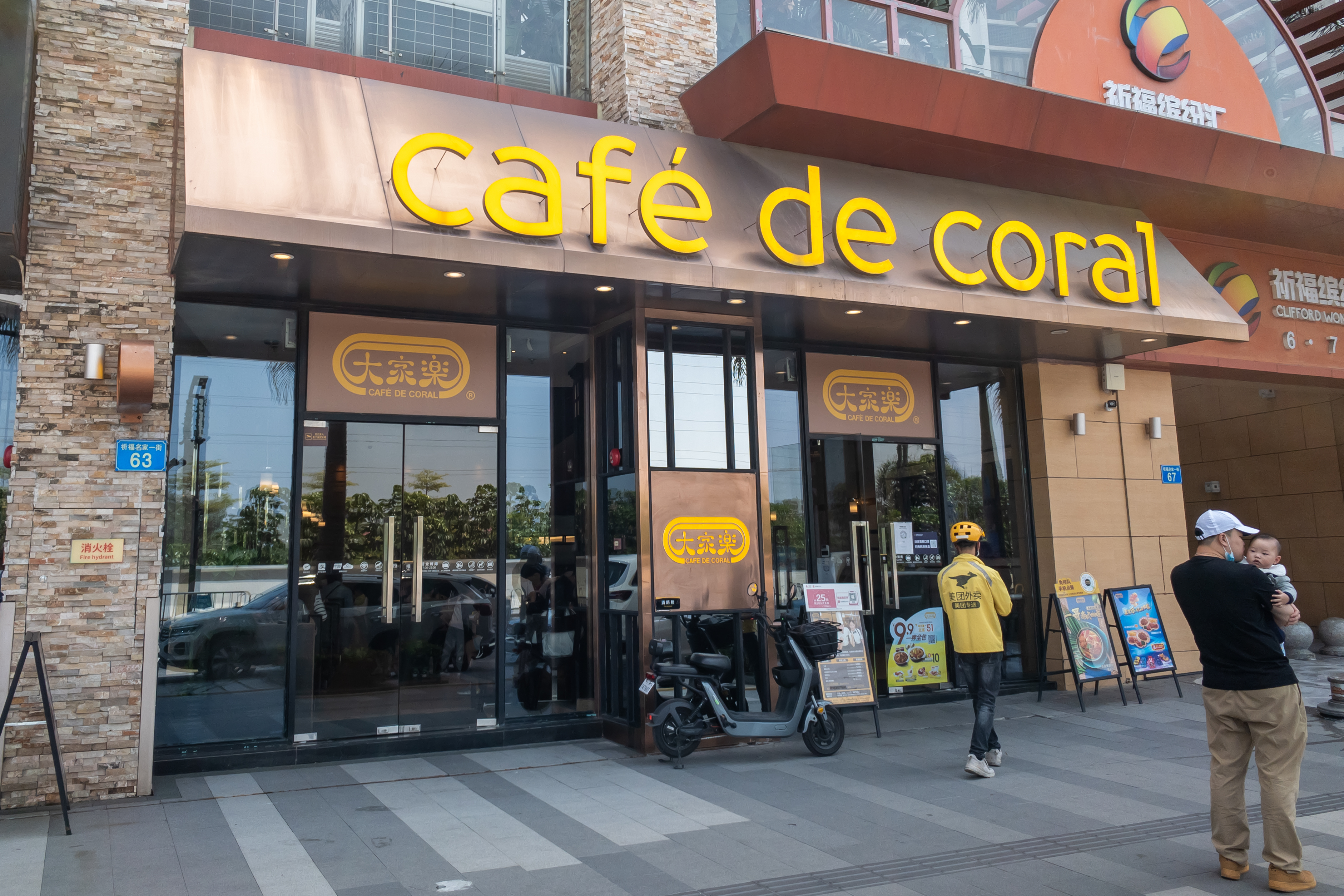
位于广州祈福新邨的大家乐中国分店
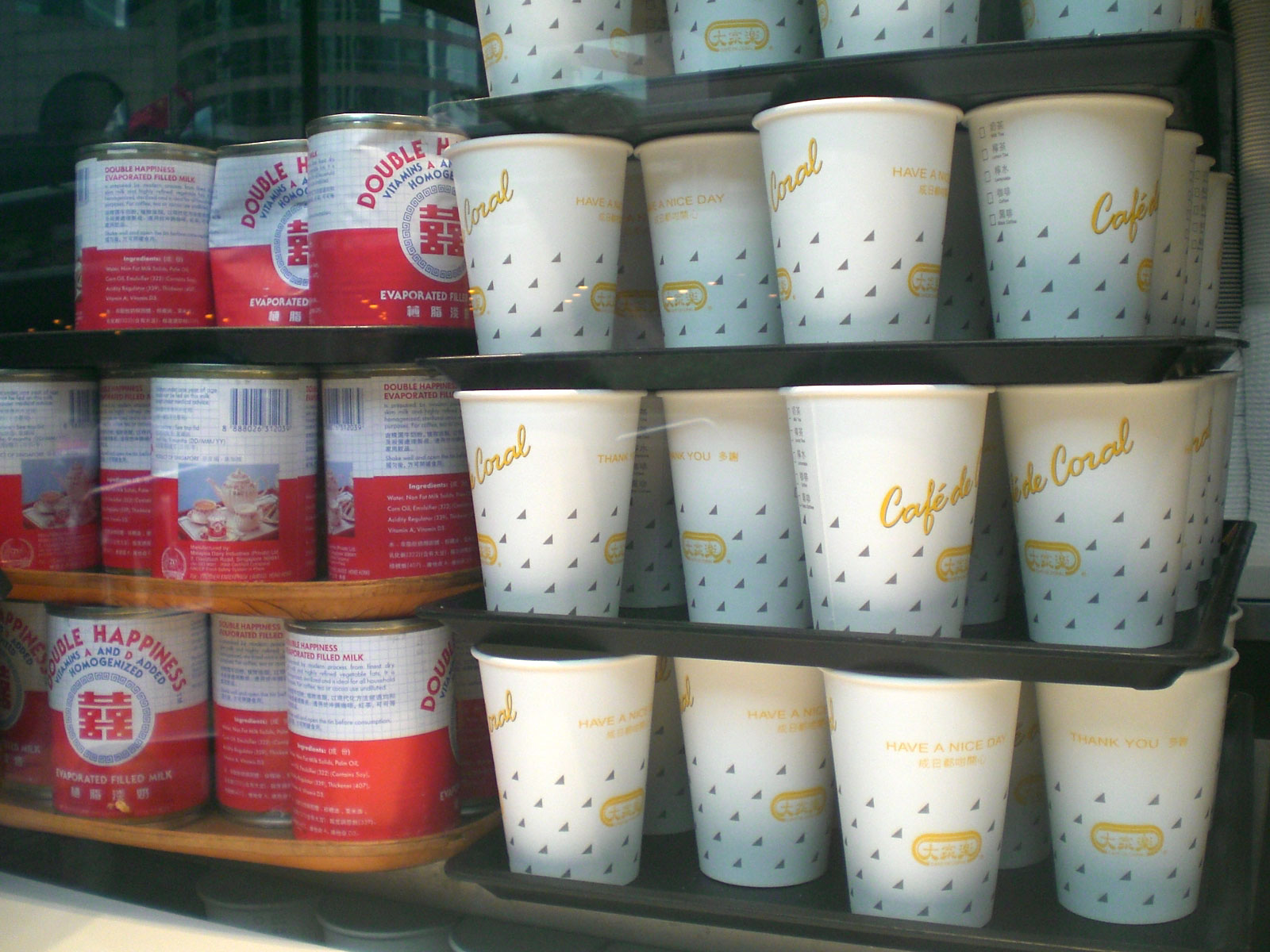
大家樂的一哥奶茶
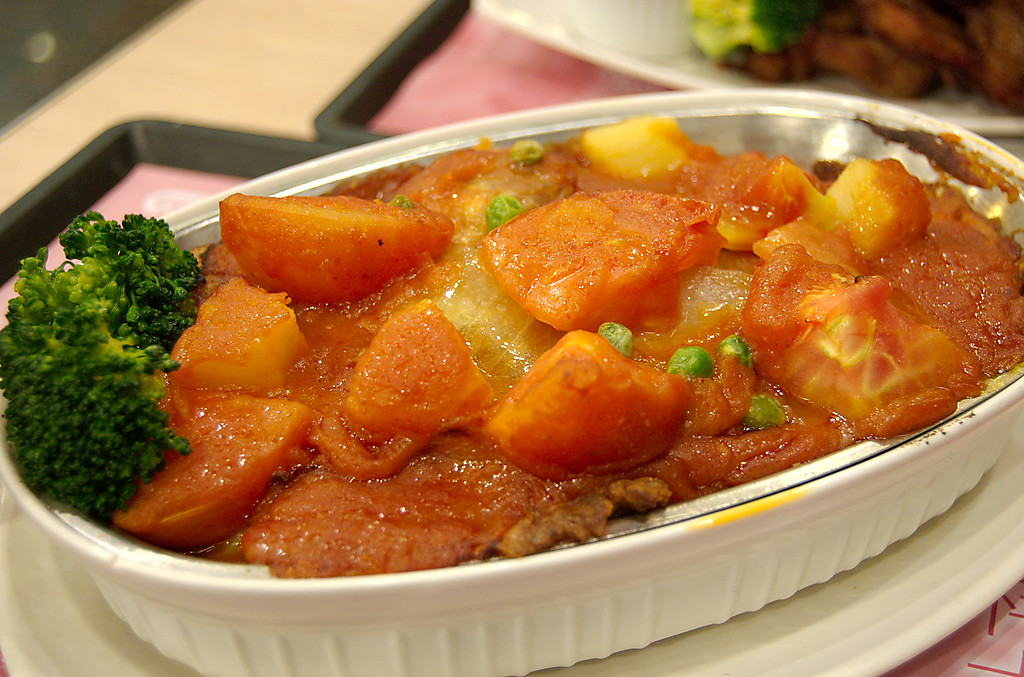
大家樂招牌菜式 —— 一哥焗豬扒飯
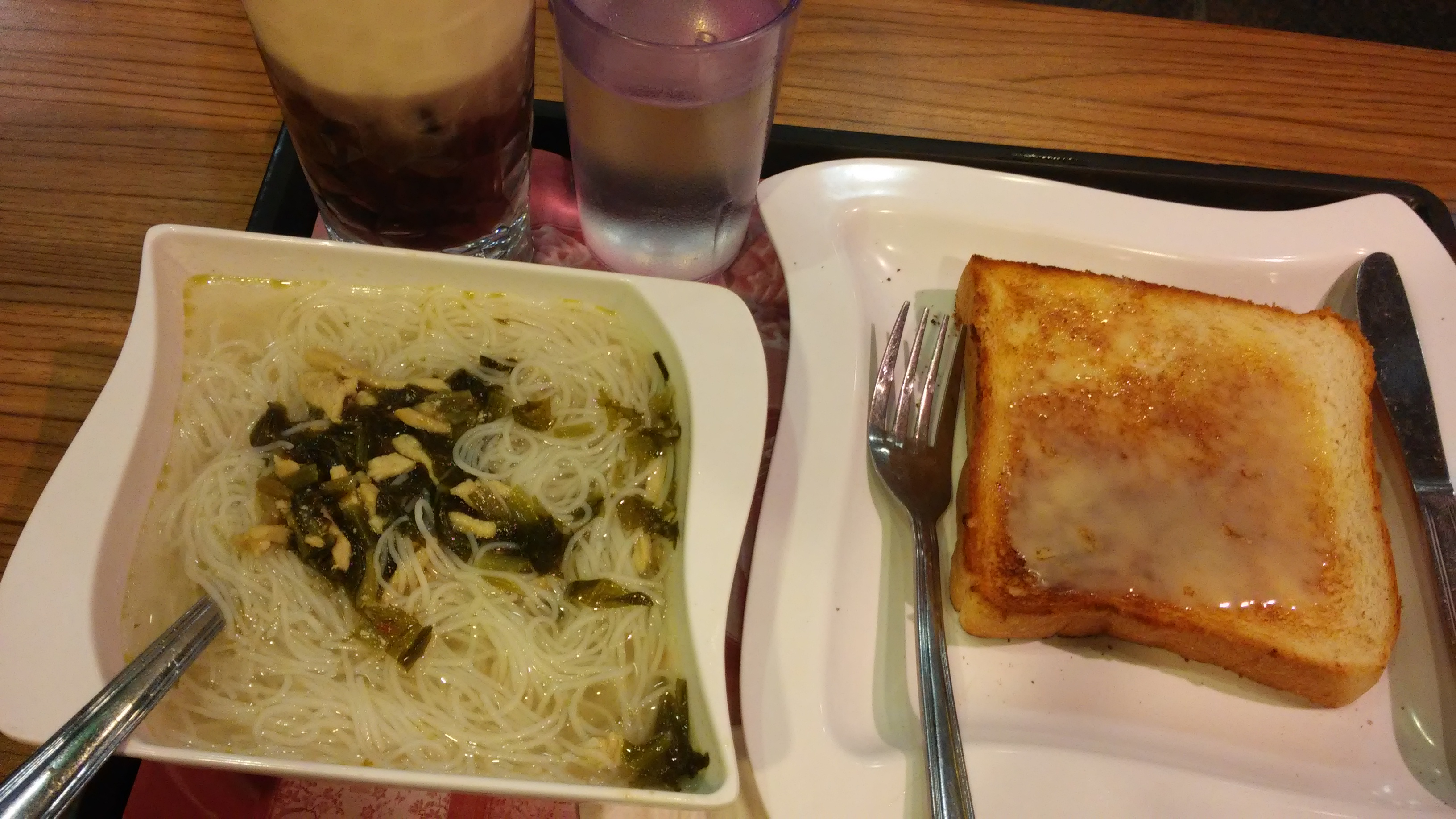
大家樂提供的下午茶餐
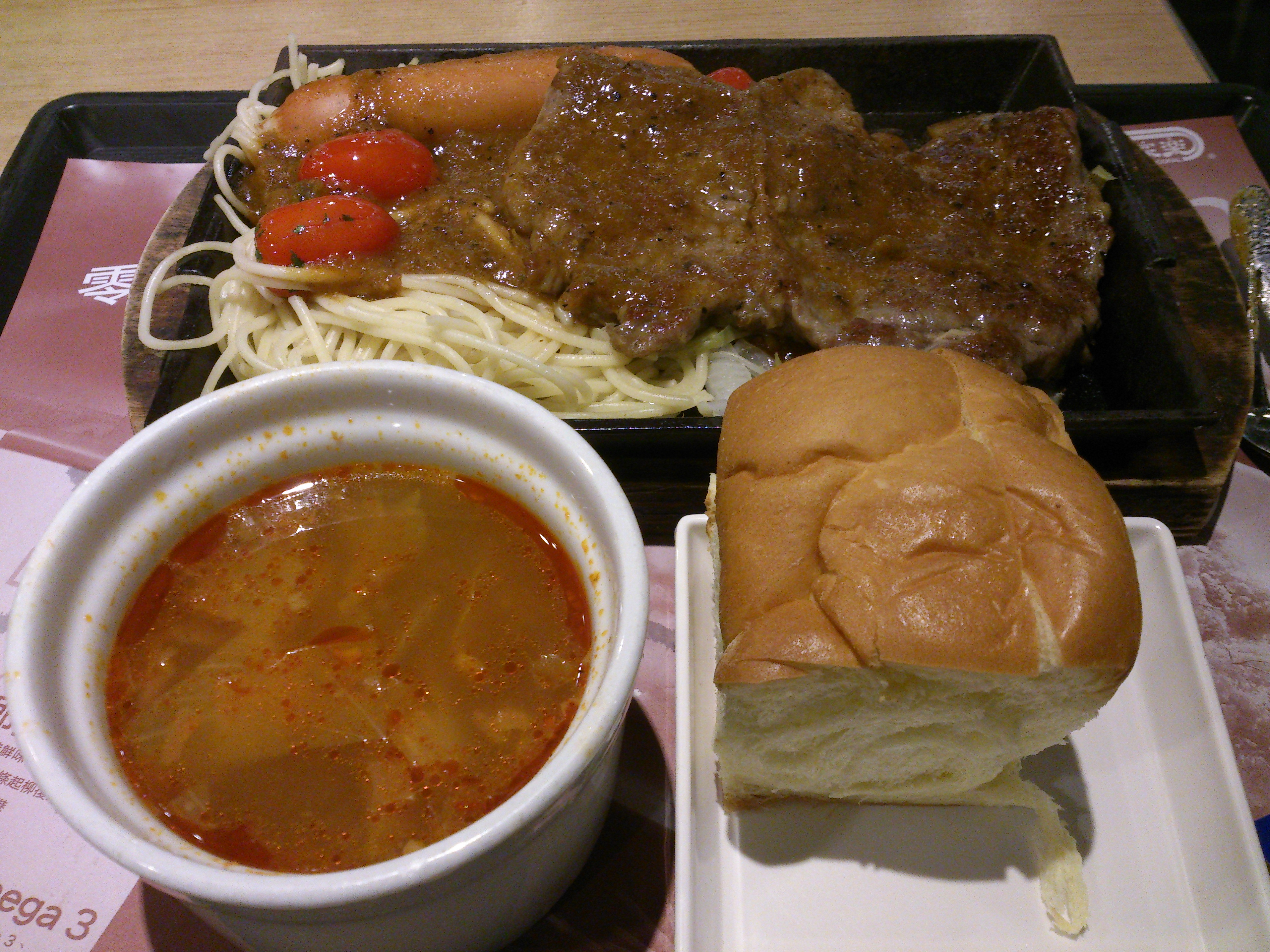
大家樂晚市供應的鐵板餐
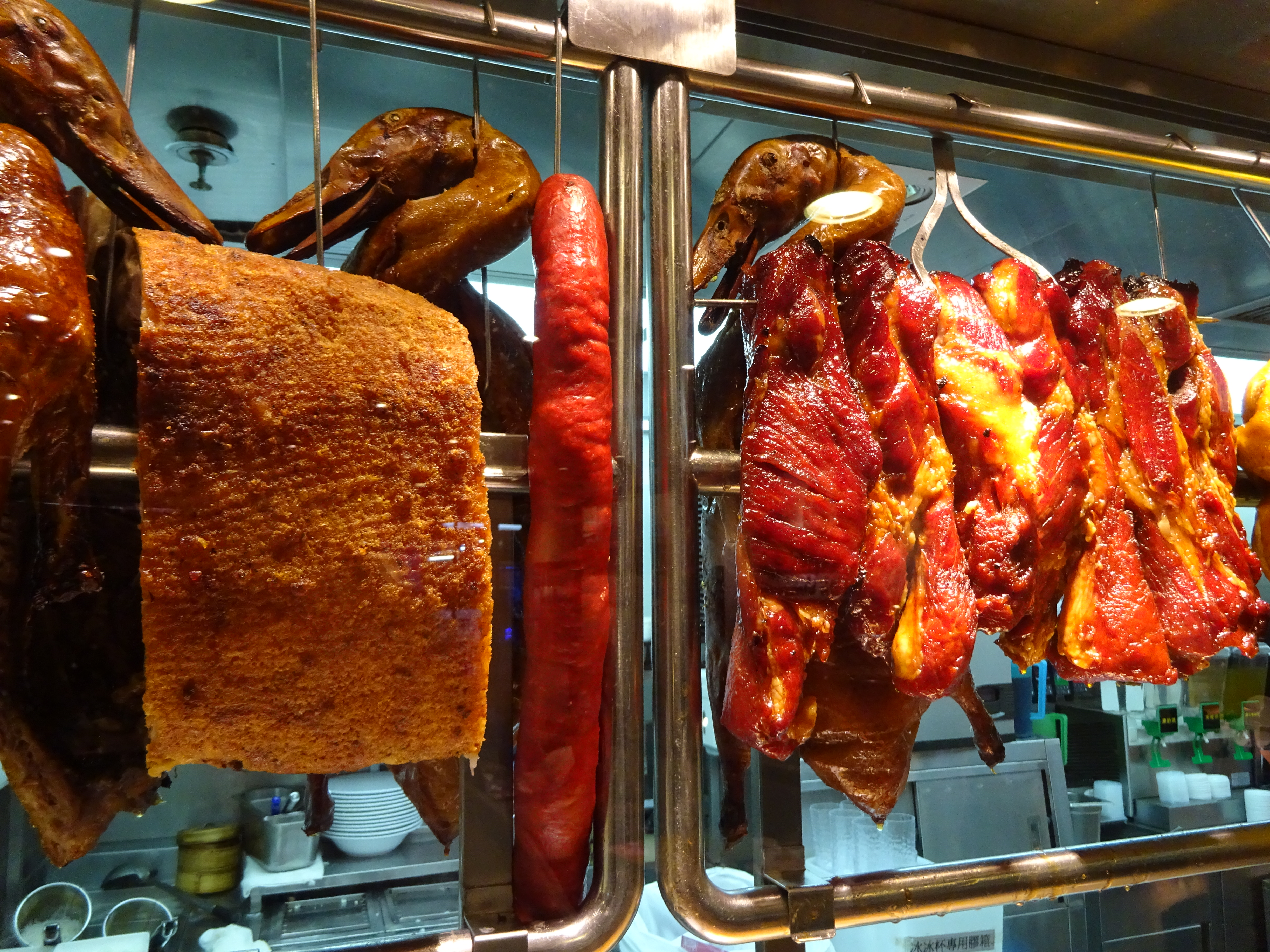
大家樂餐廳內設有明爐燒味部

### 意粉屋

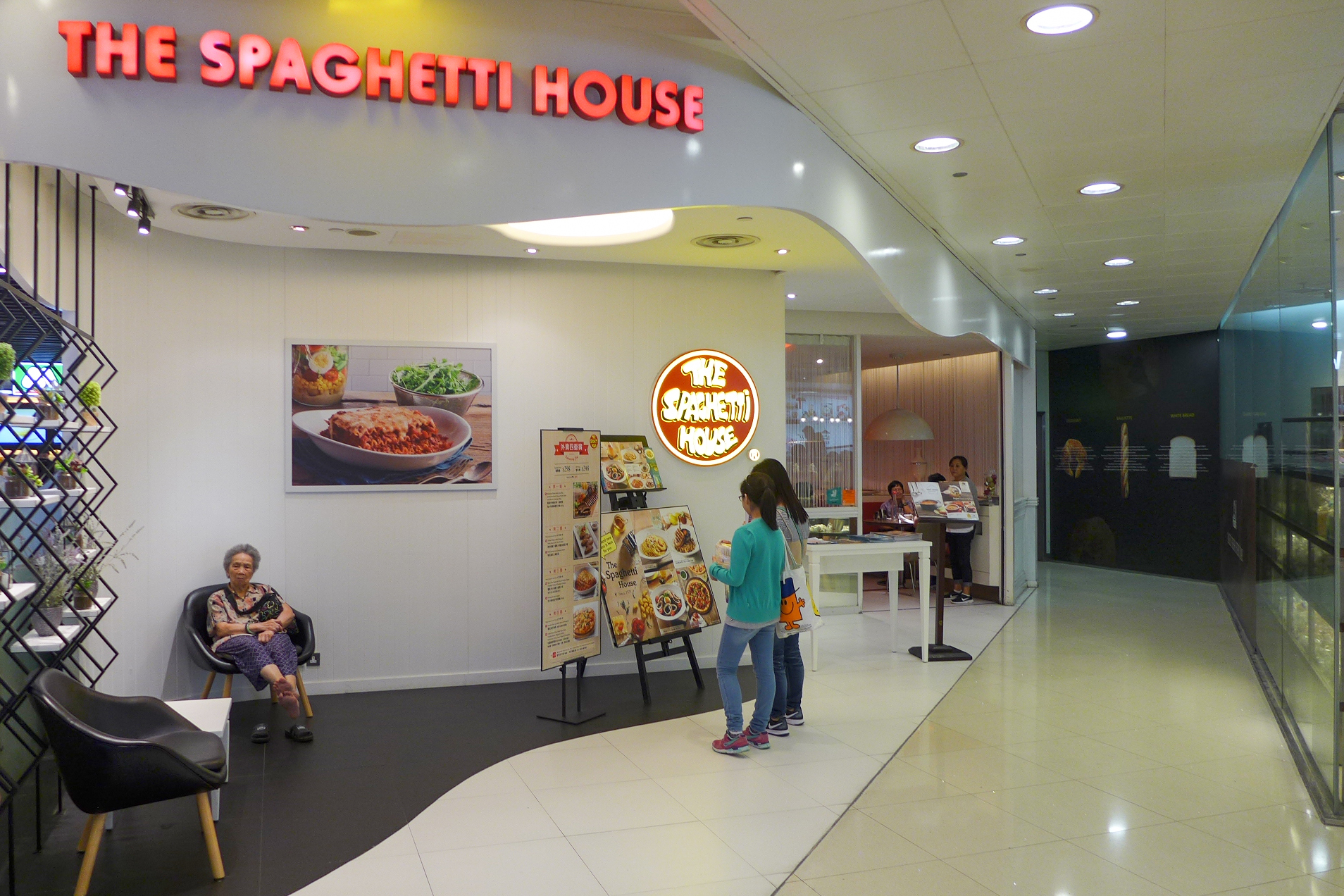
意粉屋在東港城分店

意粉屋於1979年由兩名澳洲及英國人創立，大家樂於1991年8月購入，現為大家樂集團旗下的全資附屬品牌，提供以意大利粉為主的西式食品，屬中價主題連鎖餐廳，開設23分店，分佈於香港、九龍、新界及華南地區的廣州和深圳。意粉屋除全資發展本地業務外，更以特許經營開拓東南亞市場，於印尼開設兩間加盟店。現時於香港共有7間分店，而中國大陸的意粉屋分店已全線關閉。
2008年11月，意粉屋為了慶祝即將成立30週年，決定開拓年輕路線新品牌 spaghetti 360°，於沙田新城市廣場第三期開設首間分店。餐廳除了提供意粉及薄餅外，還加入了和風小食、熱石鍋飯，以新姿態登場。

### 泛亞飲食
泛亞飲食是大家樂於機構膳食市場之核心業務單位，包括自助食堂、員工及學生飯堂、全服務式的中西餐廳，粥麵專門店、咖啡店、餅店、學校小食亭及餐盒送遞服務等，是本港首間飲食公司獲得「ISO 9001」及「HACCP」的專業認證，於2019年9月30日營運單位總數達90個。

### 利華超級三文治

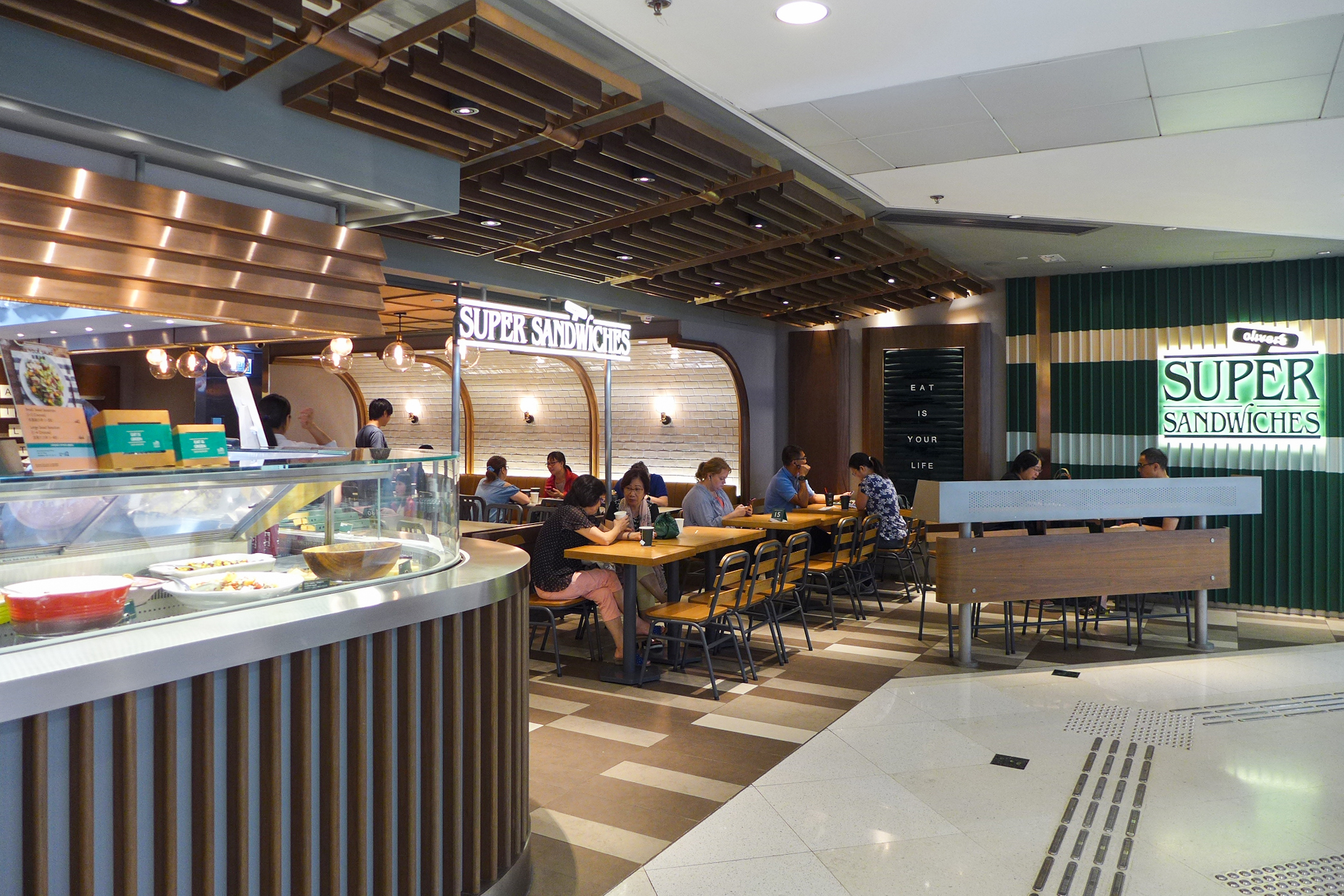
Oliver Super Sandwiches在德福廣場分店

2003年，集團收購了利華超級三文治，並於2007年3月以9,786萬港元策略性收購稻香集團11.65%的權益。
利華超級三文治（Oliver’s Super Sandwiches）於1987年創立，大家樂於2003年6月18日以低於700萬元完成全面收購怡和集團旗下之Oliver’s Super Sandwiches「利華超級三文治」的香港、馬來西亞及菲律賓三地的專門店業務。現時於香港共有16間分店，2019 年更於香港城市大學開設分店。

### 日本Gourmet Kineya（グルメ杵屋）
大家樂於2014年8月5日於日本Gourmet Kineya簽訂基礎協議，大家樂將有優先權在香港、澳門及廣東省開設Gourmet Kineya旗下各式日式美食專門店，標誌集團打入香港的日本餐飲市場。

### 丼丼亭
大家樂於2015年10月8日引入一日本休閒餐飲品牌丼丼亭。丼丼亭於1988年成立，休閒美食的定位亦符合當下香港年輕人喜好，人均價格在70元至90元之間。

### 鎌倉 PASTA
大家樂於2015年4月30日於日本株式會社聖摩珂集團簽訂特許經營協議，大家樂引入（聖摩珂）旗下「鎌倉PASTA」意大利麵專門店在香港及廣東省特許經營權。

### The Cup
大家樂集團2014年7月23日宣佈，與韓國JNT Co. Ltd（JNT）簽訂特許經營協議，將韓國健康餐飲品牌 The Cup 引入香港，成為大家樂集團首個韓國餐飲品牌。
首間港分店2015年4月20日於黃埔新天地開幕

### 預製飯盒
大家樂經營預製飯盒業務，近年改稱為活力午餐，提供中小學午餐的供應服務。擁有其自家食品產製中心，採用「速涼技術」(Cook-Chill) 製作午餐，亦是全港首間獲得「ISO22000」、「ISO9001」及「HACCP」等國際食物安全最高標準的學童午膳供應商。

## 其他附屬公司一覽

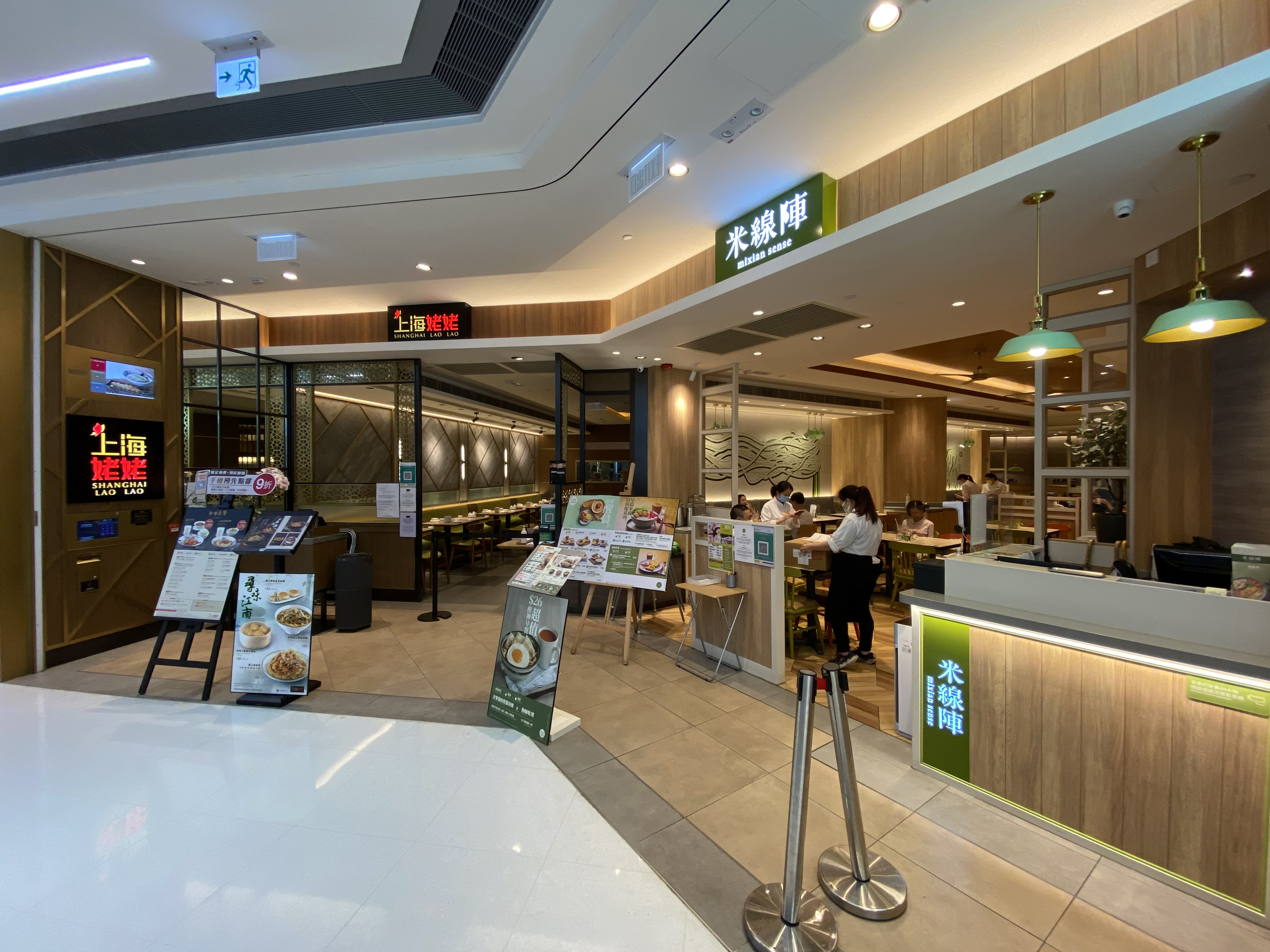
上海姥姥和米線陣（大埔新達廣場分店）

集團旗下擁有10多個品牌，經營超過400家食肆。
快餐
- 大家樂
- 一粥麵
- 巷仔見麵館

中式
- 上海姥姥
- 米線陣

日式
- 丼丼亭

西式
- 意粉屋
- 利華超級三文治
- 小洋蔥

機構飲食
- 活力午餐
- 泛亞飲食

## 已結束業務

### 新亞大包
大家樂於2003年3月耗資3,350萬元收購新亞大包的50%股權，與上海最大的酒店、餐飲連鎖集團上海新亞股份以中外合資方式經營。新亞大包於1997年應上海市人民政府的「早餐工程」要求而成立，是上海最大的中式快餐連鎖店，於華東地區共有73間分店，其中6間為「大家樂」快餐廳。

### espressamente illy
大家樂集團於2007年與 illycaffé S.P.A.組成合資公司，於港澳地區營運及發展 espressamente illy 分店網絡。

### 香港85度C

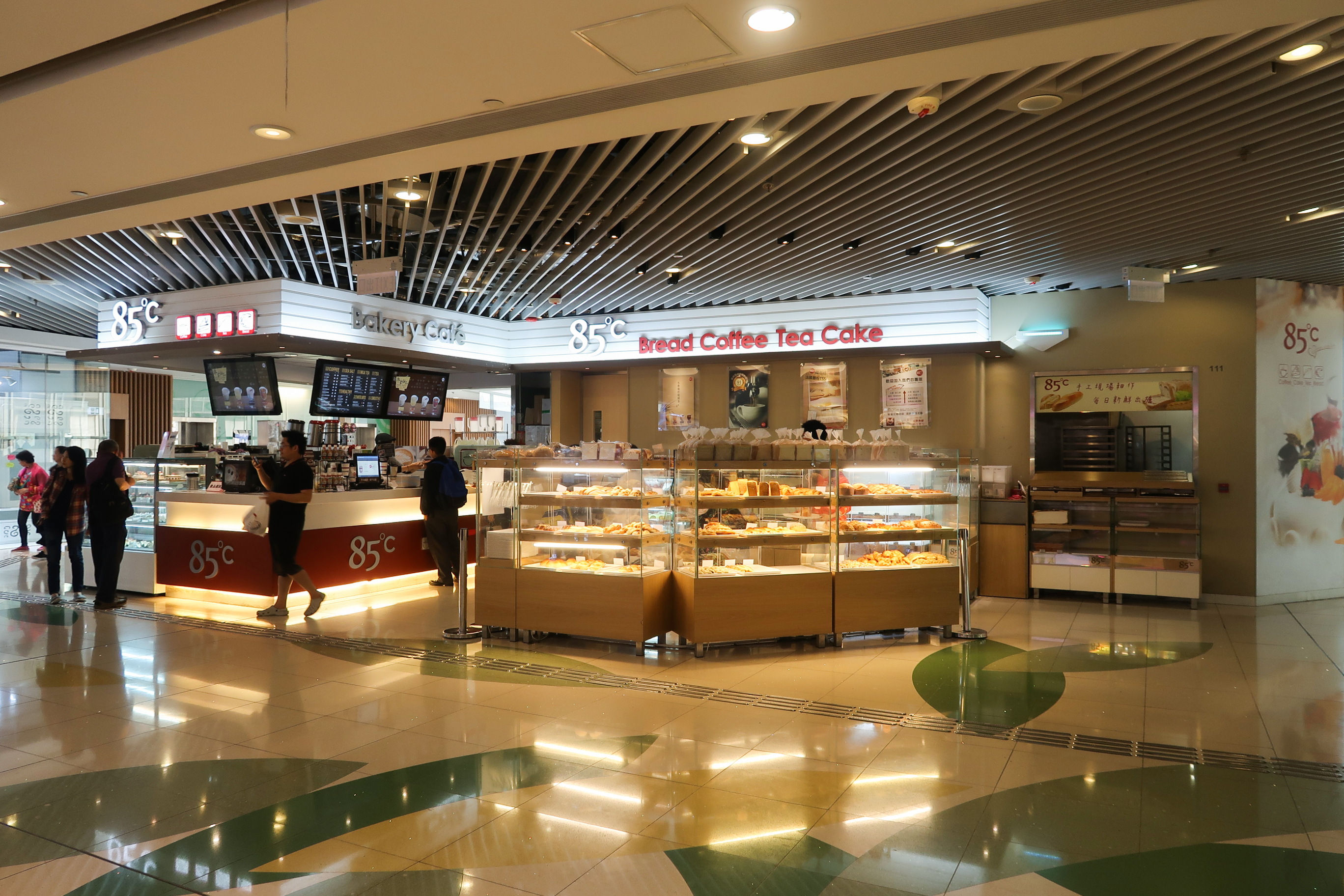
85度C在油塘大本型分店

大家樂於2011年7月5日於台灣85度C品牌持有人開曼美食達人聯手，開拓香港咖啡及西餅市場，業務發展邁向多元化。雙方共斥3,000萬元成立各佔50%的聯營公司，計畫於未來3年在香港開設25間85度C分店，首間分店在2012年8月2日在太子荔枝角道一號嘉業大廈地下E鋪開業。預期資本開支達5,000萬元。2014年12月22日已由台灣85度C集團直接管理。

### 其他已結束附屬公司
- 青衣PizzaStage
- 阿二靚湯
- 滿洲鑊（加拿大、美國、日本、南韓）（已出售予MTY Food Group Inc.，總代價為788.9萬加元（5444萬港元）[50][51][52][53][54][55][56]）

## 事件

### 被指員工待遇差
2016年5月，大家樂推出由演員黃子華代言的廣告，希望向外營造溫情形象，惟有大家樂員工批評公司對內刻薄無情，再被外界稱為「太刻薄」。有大家樂與同一集團的一粥麵因人手嚴重流失或不足，均強迫員工長期瘋狂加班，當中部份人更要返「地獄更表」，即由清早開舖做到晚上關門，工時長達16小時。工會批評大家樂加班文化極不人道。 大家樂表示，由於個別分店人手調配安排，如員工工傷休假，個別員工需短暫性加班多於2小時，現時員工平均每天加班約2.5小時。今年大家樂快餐平均加薪10%，銳意增加人手，希望達到加班不多於2小時的目標。
因刻扣員工飯鐘錢而受批評的大家樂，原來員工亦經常「冇啖好食」。有大家樂員工指出，大家樂雖然會向員工提供免費膳食，但有分店非常刻薄，將店內出售的例湯留下的「湯渣」，當作伙食供員工食用。大家樂發言人表示，集團一直重視員工的福利及膳食。
另外，每年12天法定假期亦放不足，只可補回工資，不能補假，稱為「賣血」。
在沒有改善勞工加班情況下，《蘋果日報》於7月再揭發「奪命」更表，投訴大家樂勞役員工瘋狂加班，有任職香港國際機場分店的員工要清晨上班半夜收工，連踩兩日做足35小時。大家樂回應稱非常關注並會作出查證和跟進。更有員工踼爆更表做手腳，用符號識別，一式兩份，分為「潔淨版」和「真實版」以應付勞工處巡查。有員工踢爆，大家樂嚴控成本，規定每間分店的人手開支比例，不得超出該店每月生意額約20%至25%，「請唔到人係藉口，根本係唔想請人。」及後勞工處介入調查。

### 大廚超時補水
2016年6月，有大家樂員工踢爆大廚超時補水比基本工資低，變相減薪，大家樂初時回應集團沒有計劃取消大廚加班補水，任何相關調整均會與有關員工仔細討論。其後首席執行官羅德承強調，已全數支付員工加班津貼，又指管理層一直透過不同渠道與員工「緊密溝通」，達「大家都滿意的程度」。更稱大廚是管理層原則上沒有補水，言論涼薄被工會嚴厲批評，並於2016年6月22日遊行至火炭總部抗議，包括香港廚師聯盟代表及街坊工友服務處，批評大家樂對員工的加班機制刻薄，且加班費未有付足、「有錢請黃子華（代言），無錢出OT錢」，要求集團增聘人手及調整員工工時等。惹來媒體廣泛報導。
首席執行官羅德承表示，集團近月亦不斷加薪挽留員工，個別職級幅度達雙位數字，並提供具競爭力薪水挽留人手。對於有員工指摘集團「加班補水」不足，羅德承反駁，分店大廚及經理屬管理層，已享有獎金、盈利及銷售花紅，原則上沒有加班津貼，不過，對於體力勞動的工種，會提供額外津貼。

### 員工嚴重流失
根據2015全年業績報告顯示，集團截至3月底，共有17,575名員工，但在去年9月底時。仍有18,028名員工，即是短短半年已經流失了453名員工。 大家樂表示，員工數目半年內減少450人，主要來自國內分店，當中一半人手來自意粉屋。首席執行官羅德承表示未來一年不會裁員，還會增聘人手。

### 工資争議
2010年6月，外界針對大家樂平均時薪只有22.4港元屬於過低，對此大家樂聲稱他們「已提供膳食及其他津貼」，工資「比同業為高」。身兼政府的臨時最低工資委員會委員的大家樂集團主席陳裕光表示，如果接納時薪33元的建議，大家樂將可能發出盈利警告，工會認為這是威脅裁員和涼薄說話。
2010年10月，為配合最低工資立法，大家樂集團向外宣稱正循序漸進提升員工時薪，但被批評只是將員工用膳時間由原來有薪改為無薪，部份員工收入可能反而沒有增加並且減少了。其後，職工盟發起11月9日「罷食大家樂」行動，香港民主黨、民協及公民黨亦加入行動，動員力量在全港148間大家樂分店門外呼籲市民罷吃。11月6日，大家樂集團發表聲明，取消員工用膳時間無薪措施。職工盟歡迎大家樂取消把用膳時間不計入工時的決定，同時取消罷食大家樂的行動。

### 純利跌 派息反增
受累中國業務持續疲軟，大家樂全年純利跌11.7%至5.18億元，但派息卻更見慷慨，末期息增至每股達0.63元，更派特別息0.35元，派息比率高達130.7%。集團首席執行官羅德承指，今年是公司上市30周年，資本開支高𥧌期已過，現金流充裕，故回饋股東。 

### 衛生事故
2008年中香港教育學院委託香港理工大學抽查校內3間膳食供應商的衞生水平，其中由泛亞飲食經營的學生飯堂，在過去3個月有食物及餐具樣本的大腸桿菌被發現超標。9月18日衞生防護中心公佈9月已累積19宗桿菌性痢疾個案，其中5名患者曾光顧荃灣的大家樂分店。
2014年9月8日，香港兩大食品公司南順及合興，曾進口有生產地溝油的「強冠」的豬油，連大家樂也受牽連，早前將5,400公斤千葉牌供應予大家樂製造西式醬汁，以及香港85度C用以葱花爆香，令食物安全風波越鬧越大。大家樂表示一直採用南順食品公司的「千葉牌精煉豬油」，又指南順近日承認，在大家樂不知情下，試用台灣強冠公司的精煉豬油，混入製造「千葉牌精煉豬油」。

### 外洩私隱
2015年5月8日，大家樂旗下「Club 100」會員接獲由大家樂總經理周永雄發出的電郵，指公司把會員的個人資料，包括姓名、電話號碼、電郵地址及八達通卡號碼，錯誤地經電郵附件檔案抄送至一位顧客。不過，電郵並未交代受影響的會員人數及事發確實日期，惹市民炮轟，擔心資料外洩會招致損失。直至同日下午，大家樂始證實有108,500名會員的資料外洩，事件發生於4月底，即大家樂在事發後8日才公布。而個人資料私隱專員公署則在兩日前已獲知事件，卻也未有對外通報，讓公眾知悉事件，只稱已展開循規審查，有需要時會採取執法行動。
大家樂回應指，集團已向所有受影響會員發出通知，對事件深表遺憾，相信所涉資料沒有被誤用，事件不會導致會員有實際損失，並已採取行動，要求有關人士立即刪除電郵和附件，集團亦立刻檢討有關程序和系統，以防類似事件再發生。

### 《聲夢》閃卡事件
2022年5月，大家樂推出「大家樂 x 青春本我」閃卡和「聲夢閃咭套餐」。部分網民批評設計老套，聲夢學員的造型亦被指有問題。如炎明熹頭型與《櫻桃小丸子》野口同學相近，林君蓮的髮型像「超人之母」。惟閃卡推出後反應熱烈，一個月後大家樂再加推閃卡優惠。並在7月繼續加推。

### 致命工業意外
- 2023年1月21日年三十晚，一名52歲男工人於大埔大富街大家樂中央產製中心內工作期間懷疑暈倒，惟搶救無效不治，死因有待驗屍後確定。大家樂集團對員工離世深表難過，已聯絡其家屬作慰問，並盡力提供協助和支援。[81]

### 工業意外
2024年1月13日，一名女工被機器鋸斷手指。大家樂集團回應指，得悉一名員工於大埔廠房操作生肉鋸機時，懷疑沒有根據指示配帶公司提供之鋼絲防切割手套，不慎切斷右手手指。

## 外部連結
- 大家樂集團有限公司網頁 （页面存档备份，存于）
- 大家樂年報 （页面存档备份，存于）
  - 意粉屋 （页面存档备份，存于）
  - 阿二靚湯
  - Bravo le Café （页面存档备份，存于）
  - 活力午餐 （页面存档备份，存于）
- 香港大家樂快餐店網頁
  - 「Club 100」 （页面存档备份，存于）
- 大家乐（中国）有限公司 （页面存档备份，存于）